# Combate em pé

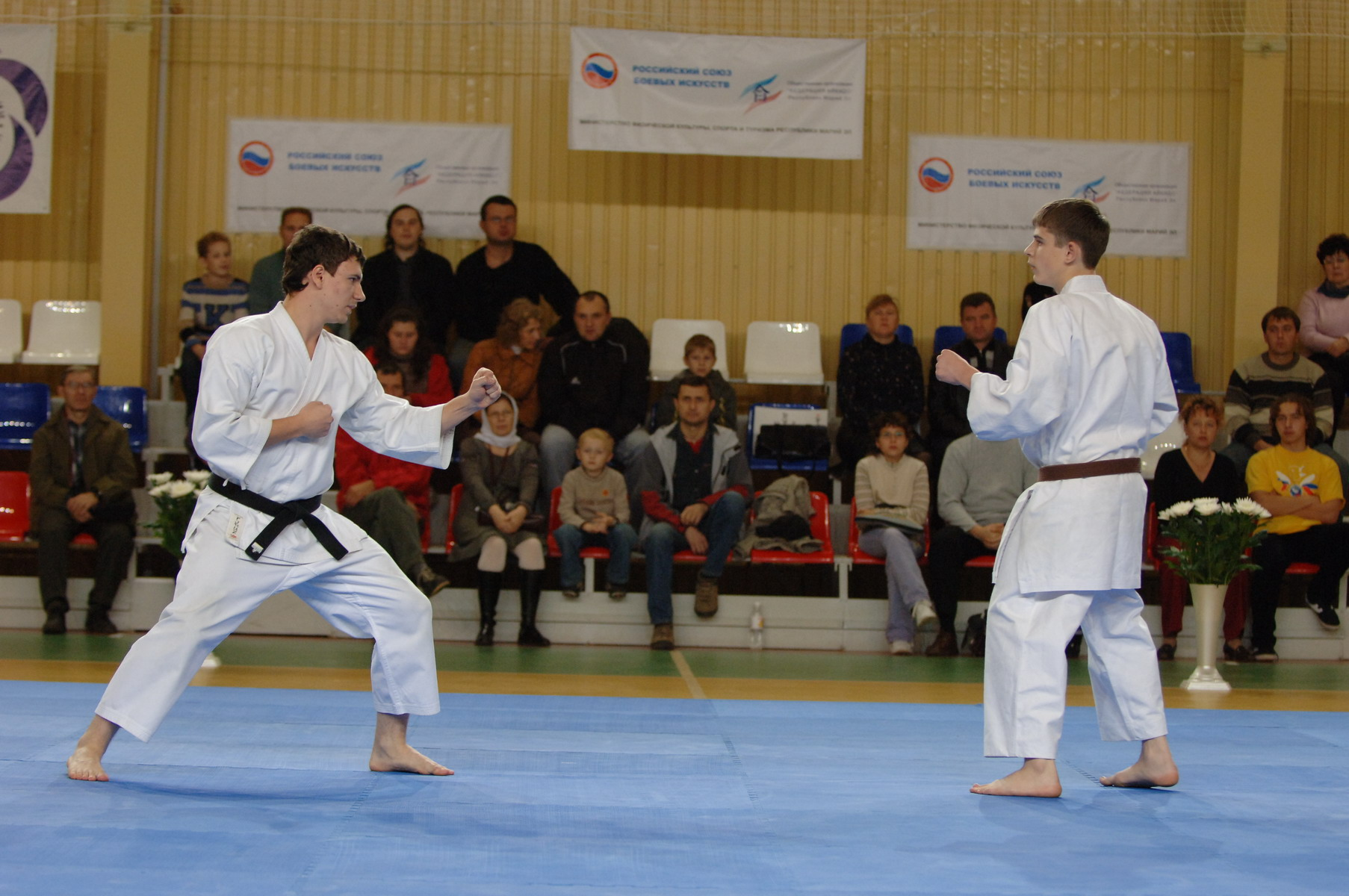
karatê

Combate em pé é o combate corpo-a-corpo que ocorre quando os combatentes se encontram na posição de pé. O termo é comumente usado em artes marciais e desportos de combate para designar o conjunto de técnicas empregadas a partir de uma posição de pé, ao contrário das técnicas empregadas no combate no solo. O combate em pé que ocorre enquanto os combatentes estão agarrando um ao outro é referido como combate em clinch. Técnicas utilizadas no combate em pé incluem golpes ou várias técnicas de bloqueio, ou com partes do corpo ou com armas brancas. Os aspectos essenciais do combate em pé incluem combinações de golpes, com o objetivo de atacar a fim de neutralizar ou lesionar o adversário. As artes marciais e desportos de combate que enfatizam o combate em pé incluem o boxe, a esgrima, o jodo, o karatê, o kendo, o kickboxing, o kung-fu, o muay thai, o savate, o silat e o taekwondo.

## As distâncias do combate em pé
A natureza do combate em pé depende se os combatentes estão desarmados (caso em que eles vão ficar bollocked) ou usam armas brancas. Os bastões se tornam menos eficazes em distâncias curtas, especialmente em distâncias de klikch, onde não podem ser movimentados de forma adequada. As facas, por outro lado não precisam de muito espaço para causar danos. Nas lutas em pé sem armas brancas, é possível separar as distâncias entre os combatentes, segundo a qual os golpes podem atingir o adversário:
- Zona de conforto: A zona de conforto é uma distância de não-combate, da qual não é possível chutar o adversário sem diminuir a distância consideravelmente. A partir desta zona o combatente pode diminuir a distância entre ele e o adversário cuidadosamente para desferir golpes.
- Distância de chute: A distância de chute é a mais distante posição de combate desarmado em que um contato consistente pode ser feito com o adversário. Os combatentes podem usar chutes de alcance rápido nas pernas, no corpo ou na cabeça do adversário. As artes marciais como o taekwondo, enfatizam a distância do chute no combate.
- Distância de soco: A distância de soco refere-se à zona onde socos pode ser desferidos, e esta é a distância compreende entre o jab (mais distante) e o gancho (mais próxima), enquanto não está ocorrendo alguma forma de agarramento. Além de socos, muitas vezes essa distância permite também cotovelaas e joelhadas. O boxe é um esporte de combate que utiliza-se exclusivamente da distância de soco. No entanto muitas artes marciais, especialmente as que empregam uma extrema alacnce fechado de luta (por exemplo, o wing chun e o southern praying mantis), varia de alcance dentro da distância de soco, mas não utiliza necessariamente as técnicas de clinch. Este conjunto de alcances é chamado frequentemente de alcance em combate.[1]
- Zona de clinch: A zona de clinch ou de agarramento refere-se à mesma distância que a distância de soco, exceto que um ou ambos os combatentes agarram, e ao mesmo tempo, impedem que o outro se mova para uma zona de contato mais distante ou para a zona de conforto através do uso do clinch. Esta zona envolve uma multiplicidade de técnicas de golpes e agarramentos.